# Hydraenida robusta
Hydraenida robusta är en skalbaggsart som beskrevs av Perkins 1980. Hydraenida robusta ingår i släktet Hydraenida och familjen vattenbrynsbaggar. Inga underarter finns listade i Catalogue of Life.